# 奥平忠隆

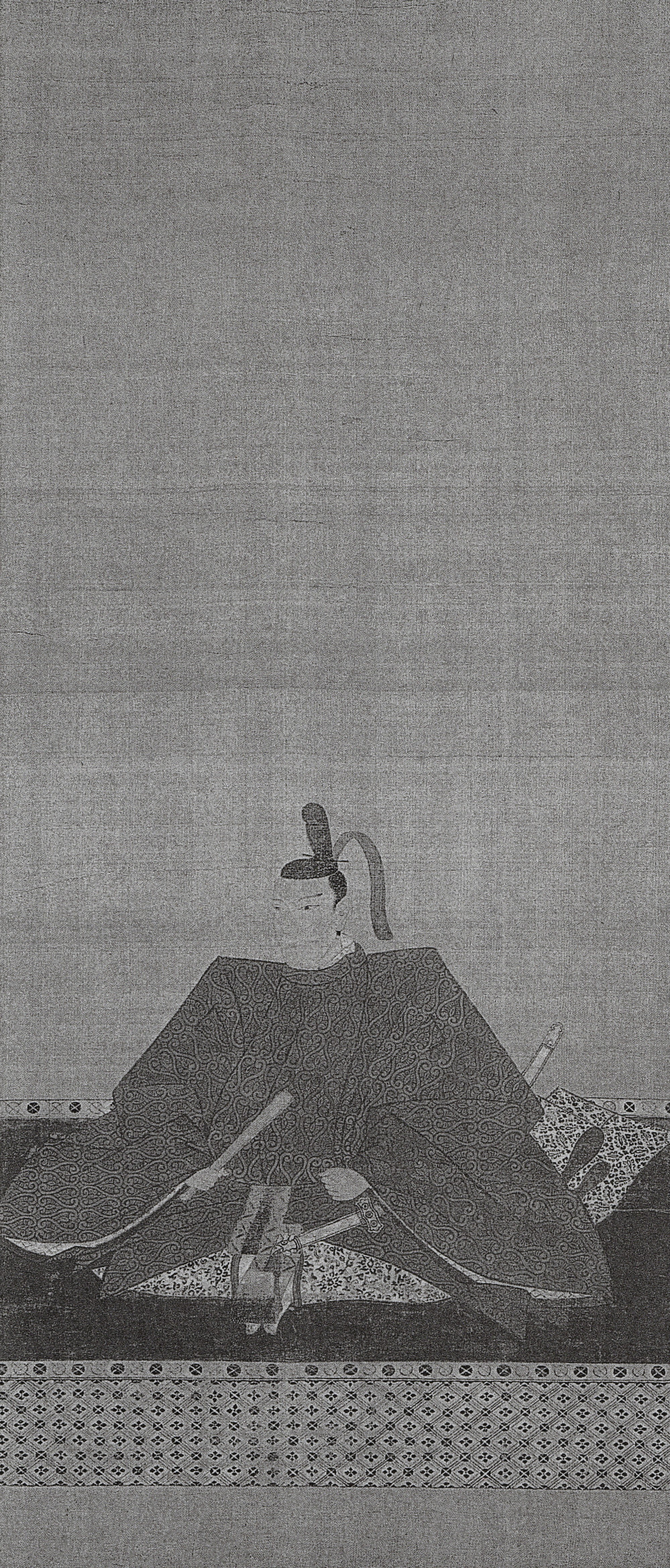
奥平忠隆像(光国寺蔵)

奥平 忠隆（おくだいら ただたか、慶長13年（1608年） - 寛永9年1月5日（1632年2月24日））は、江戸時代初期の大名。美濃加納藩の第3代藩主。第2代藩主・奥平忠政の長男。母は里見義頼の娘陽春院殿。正室は酒井家次の娘。官位は従五位下、飛騨守。松平忠隆とも呼ばれる。
慶長19年（1614年）、父の死去にともない跡を継いだが、幼年のため祖父・奥平信昌に政務代行を託した。翌慶長20年（1615年）祖父の死後は、祖母の亀姫の補佐を受けた。寛永2年（1625年）に死去した祖母の葬儀は、忠隆が喪主を務めることとなったが、18歳と若年の忠隆に代わって葬儀の差配は叔父の松平忠明が取り仕切っていたと思われる。
寛永9年（1632年）1月5日、25歳で死去した。法号は大林宗功実相院。忠隆の死後に生まれた息子右京（光厳宗電）は、生来から病弱であったために幕府からは家督相続を認可されず、加納藩奥平家は改易された。なお右京は、寛永12年（1635年）7月8日に4歳で死去した。加納藩には従兄の大久保忠職が移封された。
忠隆については関係資料が少ないが、2018年に徳川家光から忠隆にあてた歳暮礼状が確認された。